# Gemeindezentrum der Christlichen Gemeinde Ostbevern

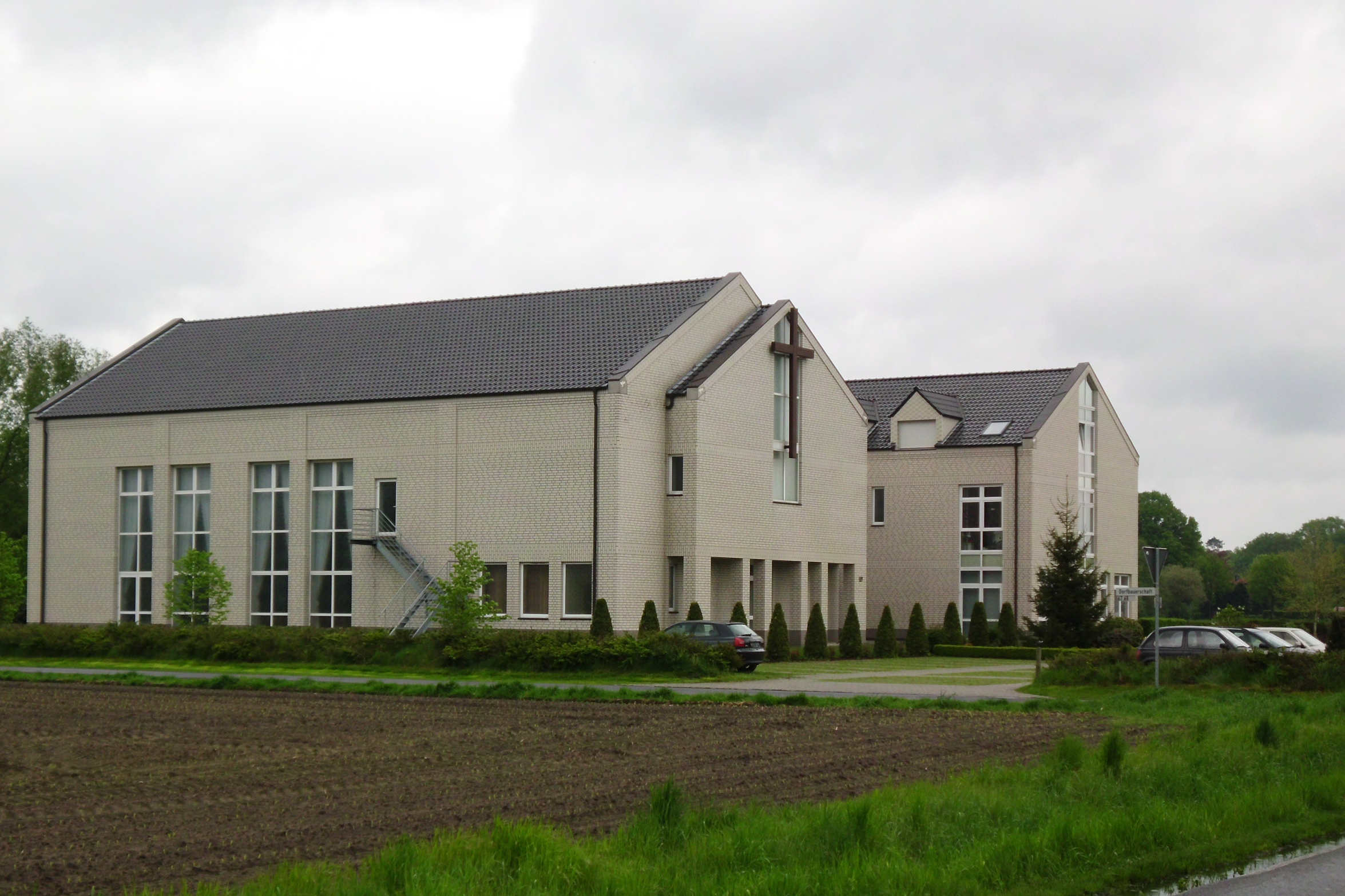
Gemeindezentrum der Christlichen Gemeinde Ostbevern

Das Gemeindezentrum der Christlichen Gemeinde Ostbevern ist die Kirche und das Zentrum einer freikirchlichen Gemeinde in Ostbevern.

## Beschreibung
Das etwa 1700 m² große Bauwerk ist im Jahr 2000 durch Eigenleistung der Gemeindemitglieder erstellt worden.  In dem Multifunktionsgebäude gibt es ein Gottesdienstraum für ca. 400 Personen, Gesellschaftsräume, aber auch einen Fitnessraum, Billard- und Tischtennisraum.

## Geschichte
Anfang der 90er Jahre siedelten sich in Ostbevern viele russlanddeutsche Familien aus der ehemaligen Sowjetunion, vor allem aus Kasachstan und der Ukraine an. Trotz der unterschiedlichen Konfession, vor allem Evangelisch-Lutherisch aber auch Unierte, Orthodoxe, gründete man den Verein der „Christlichen Gemeinde Ostbevern“. Anfangs nutzten sie für ihre Gottesdienste die Räume der Christuskirche und danach die Aula der Grundschule. Mit dem Bau des Gemeindezentrums besitzen sie nun ein eigenes Gebäude. Jährlich organisiert die christliche Gemeinschaft einen Hilfstransport in die Ukraine.